# 1150 Achaia
1150 Achaia este un asteroid din centura principală, descoperit pe 2 septembrie 1929, de Karl Reinmuth.